# Cimetière majeur de Padoue
Le Cimetière majeur de Padoue (en italien : Cimitero Maggiore di Padova), anciennement connu sous le nom de Cimetière Monumental de Padoue, est le cimetière principal de la ville de Padoue.

## Histoire
L'idée de construire un grand cimetière à Padoue est née en 1837, conformément à l'Édit de Saint Cloud sur les sépultures. Dans les années 1860, la municipalité lance un concours public, qui est remporté par l'architecte triestois Enrico Holzner. Approuvés en 1881, les murs d'enceinte et autres structures ont été construits en 1882.

## Description
Le Cimetière Majeur de Padoue s'inspire du Cimetière monumental de Milan, dont il reprend fidèlement le profil.